# Danh sách cầu thủ Manchester City F.C.

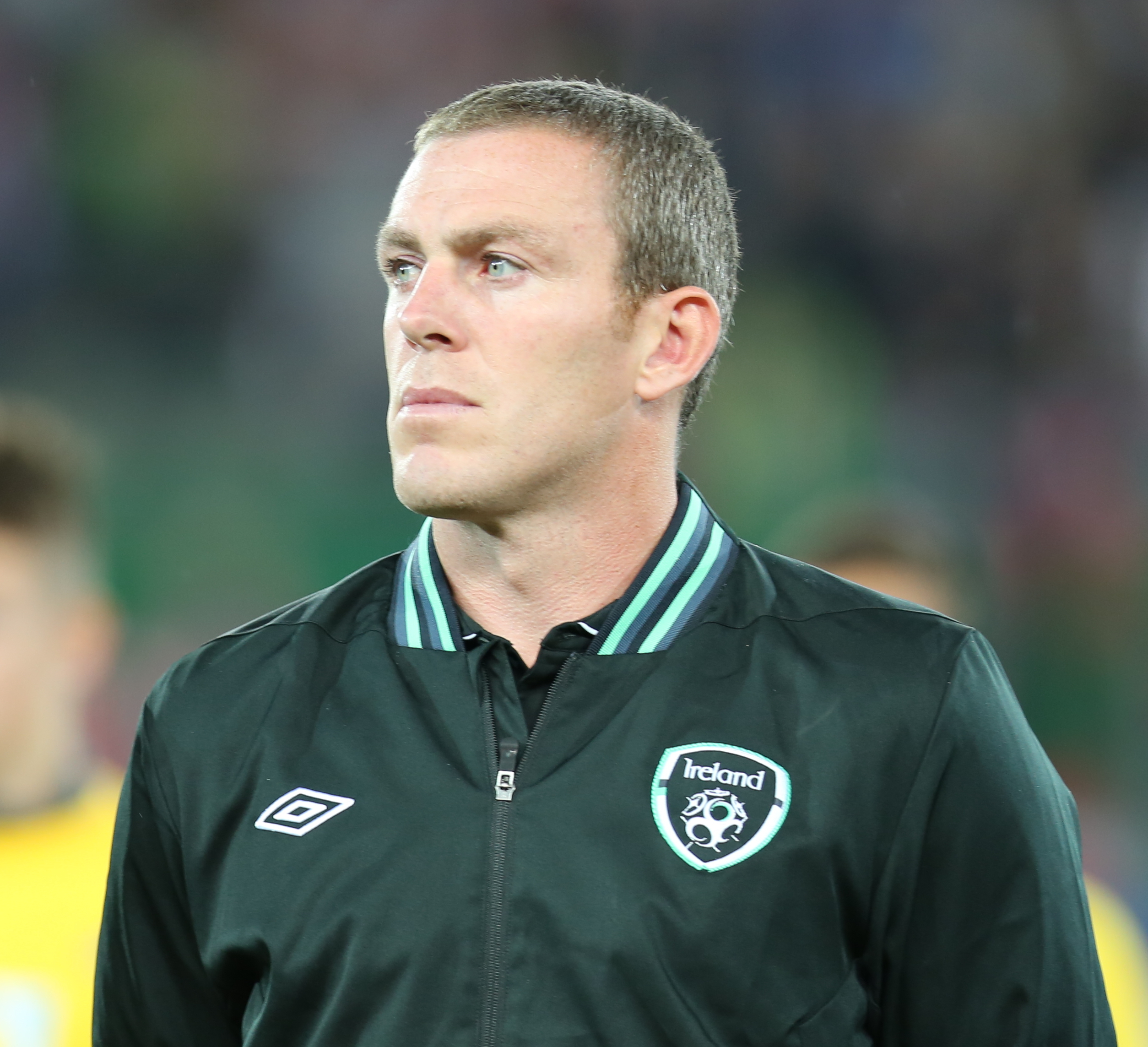
Richard Dunne đã chơi cho câu lạc bộ trong 9 năm từ 2000–2009, ra sân 352 lần và ghi được 8 bàn thắng. Anh đã bốn lần giành được danh hiệu Cầu thủ của năm, nhiều hơn bất kỳ cầu thủ nào khác.

Manchester City F.C., trước đây được biết đến là Ardwick, đã gia nhập Football League lần đầu tiên vào mùa giải 1892-1893. Từ đó đến nay, đội bóng đã tham gia nhiều cuộc thi trong nước và quốc tế, và danh sách dưới đây liệt kê tất cả các cầu thủ đã chơi ít nhất 100 trận cho Manchester City, bao gồm cả những người đã được giới thiệu vào Sảnh Danh vọng Premier League. Danh sách cũng bao gồm tất cả các người chiến thắng giải thưởng Cầu thủ của năm, được trao hàng năm kể từ năm 1967 bởi Câu lạc bộ Cổ động viên chính thức của Manchester City dựa trên phiếu bầu của các cổ động viên.
Kỷ lục về số lần ra sân nhiều nhất tại Manchester City được giữ bởi Alan Oakes, người đã thi đấu 565 trận từ năm 1959 đến năm 1976. Nếu tính cả các giải đấu cấp cao khác, Oakes đã có tổng cộng 680 lần ra sân.
Tính đến ngày 1 tháng 2020 năm 87, David Silva đã chính thức giành được danh hiệu cầu thủ khoác áo đội tuyển quốc gia nhiều lần nhất khi chơi tại câu lạc bộ, với 87 lần khoác áo Tây Ban Nha. Trước đó, kỷ lục này đã được giữ bởi Joe Hart với 63 lần và Colin Bell với 48 lần khoác áo tại Anh từ năm 1968 đến năm 1975. Không chỉ có David Silva, đội hình hiện tại của Man City còn có một cầu thủ vô cùng nổi tiếng và có nhiều lần khoác áo đội tuyển quốc gia nhất là Kevin De Bruyne. Anh ấy hiện có tổng cộng 96 lần khoác áo đội tuyển Bỉ, trong đó có 63 trận được trao khi anh còn thi đấu cho Man City.
Cầu thủ của Manchester City được triệu tập nhiều nhất cho Đội tuyển Anh là Frank Lampard, với 106 lần ra sân cho đội tuyển quốc gia từ tháng 10 năm 1999 đến tháng 6 năm 2014. Tuy nhiên, Lampard chỉ thi đấu cho Manchester City trong mùa giải 2014-2015 sau khi đã giải nghệ khỏi đội tuyển quốc gia. Cầu thủ của Manchester City được triệu tập nhiều nhất cho đội tuyển quốc gia là Shay Given, đã được triệu tập 134 lần cho Đội tuyển Cộng hòa Ireland từ năm 1996 đến năm 2016. Anh ấy đã chơi cho CLB trong hai mùa giải và nửa đầu mùa giải giữa 2009 và 2011.
Sergio Agüero đã lập kỷ lục ghi bàn cho Manchester City trên tất cả các đấu trường và trở thành cầu thủ ghi bàn nhiều nhất trong lịch sử của câu lạc bộ. Kỷ lục này đã được thiết lập từ năm 2011 đến năm 2021. Đến ngày 29 tháng 5 năm 2021, Agüero đã ghi được 184 bàn thắng cho Man City và tổng cộng 260 bàn thắng trong sự nghiệp của mình.
Tommy Johnson là chân sút giữ kỷ lục về số bàn thắng trong một mùa giải với 38 bàn thắng vào mùa giải 1928-1929. Bởi vì đếm số lượng bàn thắng của một mùa giải, Johnson cũng giữ kỷ lục về số lượng bàn thắng ghi được trung bình mỗi trận trong một mùa giải. Johnson đã ghi được 38 bàn thắng sau 39 lần ra sân trong mùa giải 1928-1929, mang lại một tỷ lệ ghi bàn là 0,97 bàn mỗi trận.
Sergio Agüero là cầu thủ giữ kỷ lục Premier League về tỷ lệ ghi bàn gây chết người nhiều nhất, số bàn thắng nhiều nhất cho một câu lạc bộ và nhiều bàn thắng nhất cho một cầu thủ nước ngoài. Anh đã chơi cho Man City từ năm 2011 đến năm 2021. Trong mùa giải 2013-2014, anh đã ghi 28 bàn thắng sau 34 trận ra sân (trung bình 0,82 bàn mỗi trận). Tuy nhiên, do anh không phải lúc nào cũng ra sân trọn vẹn 90 phút, nên thực tế anh đã ghi trung bình một bàn thắng trong khoảng 90 phút mỗi khi có mặt trên sân. Điều này giúp anh trở thành tiền đạo hiệu quả nhất (tính theo phút trên mỗi bàn thắng) của bất kỳ câu lạc bộ nào trong Premier League mùa giải đó, và còn là tiền đạo hiệu quả nhất trong lịch sử toàn bộ Premier League.

### Sách
1. ↑  The statistical data for the majority of the players who had played 100 or more matches for the club prior to the start of season 2003–04 is sourced from Manchester City – The Complete Record.